# Leoncio Diéguez Marcos
Víctor Leoncio Diéguez Marcos (Palazuelo de Órbigo, León; 20 de  marzo de 1941, León 27 de abril de 2025) es un compositor y sacerdote  español.

## Formación y actividad profesional
Inicia sus estudios musicales en el seminario diocesano de Madrid  con Florencio López Olivares, José María Mancha y Ramón González Barrón (enlace roto disponible en Internet Archive; véase el historial, la primera versión y la última).. Con 20 años es nombrado Organista y Director de la Capilla de Música del Seminario de Madrid, donde trabaja hasta que se ordena diácono en 1964. En 1965 se ordena sacerdote y desde ese mismo año hasta 1969 completa su formación musical en el Conservatorio Superior de Madrid, siendo discípulo de Francisco Calés Otero, Gerardo Combau, Manuel García Matos, Antón García Abril y Román Alis. Durante los años de conservatorio realizó en Santiago de Compostela y Madrid varios cursos con Igor Markevitch y la Orquesta de Radio Televisión Española. Tras concluir la carrera superior de Composición abandona Alcalá de Henares para hacerse cargo de la  dirección de la Escolanía del Valle de los Caídos. En 1973 asistió a los cursos de composición de música contemporánea de Darmstadt.
En 1973 accede por oposición al cargo de Maestro Director de la Escolanía de la Catedral de Toledo, y en 1975 obtiene la plaza de Maestro de Capilla de la Catedral de Zaragoza. En 1976 enraíza en Asturias, comunidad en la que desarrolla una importante actividad musical debido a su traslado como director de la Escolanía de Covadonga, puesto que desarrolló durante trece años. Miembro correspondiente del Real Instituto de Estudios Asturianos desde 1986, actualmente es miembro de la Comisión Artes, Arquitectura y Urbanismo. En 1985 comienza a desarrollar su trabajo como profesor de Armonía en el Conservatorio de Oviedo. Posteriormente es nombrado director, cargo que continuaría desempeñando en el recién instituido Conservatorio Superior de Música "Eduardo Martínez Torner", desempeñando su docencia en las especialidades de Contrapunto-Fuga y Composición hasta su jubilación en 2005.

### Obra
Como compositor, lo que predomina en su obra es un lenguaje musical ecléctico, que no oculta su interés por la expresividad tonal. A lo largo de su trayectoria ha experimentado y compuesto obras que van, desde un estilo claramente postromántico, hasta el serialismo integral, pasando por el expresionismo o la música impresionista. No obstante, al final ha preferido prescindir de las manifestaciones musicales más vanguardistas, situando su obra en un eclecticismo en que se percibe la fuerza de varios estilos y autores básicos dentro del lenguaje musical del siglo XX.
A mediados de los años 80, la Escolanía de Covadonga y la Orquesta Sinfónica de Asturias, antecesora de la actual OSPA, estrenaron la composición sinfónico coral Aires de la quintana. En 1983, la misma orquesta presenta su cantata sinfónica Lamentatio,  basada en el texto latino de la 1.ª Lamentación de Jeremías, que la antigua liturgia de la Iglesia utilizaba en el Oficio de Tinieblas del Jueves Santo. También se encargó de la armonización orquestal del Himno de Asturias, encargada por la Junta General del Principado en 1983. En 1990 el pianista Francisco Jaime Pantín interpretará, en el auditorio del Conservatorio Superior de Música "Eduardo Martínez Torner" su obra Tres piezas para piano.
En 1993 estrena Suite Gótica con la OSPA. En el mes de marzo del mismo año, el cuarteto de cuerda formado por Alexander Vasyliev, Yuri Nasushkin, Oleg Lev y Vladimir Atapin interpretan su obra Anabasis dentro de las actividades del Conservatorio Superior de Música "Eduardo Martínez Torner". Otras obras destacadas suyas son Sinfonía Homenaje, de 1979, estrenada por la Orquesta de Cámara de Asturias "Ángel Muñiz Toca", compuesta dentro de una forma tradicional de sinfonía; Réquiem para un ser querido (compuesta en 1991 y estrenada por la OSPA en la temporada 1995-1996); Suite escolar (estrenada en junio de 1993 por la Schola Cantorum de León y la Orquesta de la Comunidad de Madrid en basada en canciones populares leonesas y compuesta por Leoncio Diéguez en homenaje a la Schola). Víctima Pascual, (marcha procesional para banda, propia de la Hermandad del Cristo de la Piedad de Ciudad Real, año 1994); Sonata Dórica, estrenada por Alexei Mijlin y Tsiala Kavernadze y editada por Boileau en 1997, Don Quijote y la batalla de los rebaños, poema sinfónico, género, para Diéguez, perfectamente útil hoy en día. La historia a la que ha puesto música se encuentra en el capítulo 18 de la primera parte de Don Quijote y fue compuesta entre 1996 y 1998 a sugerencia de Maximiliano Valdés, estrenándose por la OSPA en abril de 1998; En el año 2001 con motivo del centenario de la dedicación de la Basílica de Covadonga, compone el motete para orquesta y coro "Locus Iste". Más tarde también compondrá el motete para orquesta y coro "Laetamini".   En el año 2006 funda la Schola Cantorum de la Catedral de Oviedo. En 2009 la OSPA estrena El paso honroso de Don Suero de Quiñones, encargo realizado a finales de 2006 por la Comisión encargada de gestionar la celebración del 7.º centenario del Mercado de los Jueves, concedido a la Villa de Benavides de Órbigo (León) por Fernando IV en 1306.
Otras obras de carácter litúrgico y compuestas para dichas celebraciones son Pasión según San Juan para coro, solitas y orquesta, Himno a Santa Eulalia, Salmos responsoriales, Motete para órgano y coro de voces mixtas "Amén dico vobis", "Perpetuum mobile",  estrenado por el Trío Clapiachelo y Misa jubilar para órgano, coro de voces mixtas y orquesta,  compuesta en el año 2008.

#### Colaboraciones
- Común de la Virgen II Vísperas, colaboración con Isaac Feliz y Ferré Domenech.[18]

#### Grabaciones
- El Camino de Santiago: cantos de peregrinación.[18]
- En los huecos de la roca: Misa en Covadonga.[18]
- Himno a la Virgen de Covadonga.[18]
- Navidad en Covadonga.[18]